# Florian Henckel von Donnersmarck
Florian Maria Georg Christian Graf Henckel von Donnersmarck (Colonia, 2 maggio 1973) è un regista, sceneggiatore, produttore cinematografico e montatore tedesco con cittadinanza austriaca, principalmente noto per aver scritto e diretto Le vite degli altri, Oscar al miglior film straniero 2007, David di Donatello per il miglior film dell'Unione europea 2007 e nel 2010 The Tourist, candidato tre volte al Golden Globe.

## Biografia
Donnersmarck è nato nel 1973 a Colonia, Germania Occidentale, nella famiglia dell'aristocrazia cattolica Henckel von Donnersmarck, ed è cresciuto a New York, Berlino Ovest, Francoforte e Bruxelles, dove ha studiato alla scuola europea. È il figlio più giovane di Leo-Ferdinand Graf Henckel von Donnersmarck, un ex presidente della divisione tedesca del Sovrano militare ordine di Malta, mentre sua madre, Anna Maria von Berg, è una diretta discendente del generale von Blücher, che insieme al duca di Wellington sconfisse Napoleone a Waterloo. Possiede la doppia nazionalità tedesca e austriaca. Suo zio, Gregor Henckel-Donnersmarck, è l'abate emerito dell'abbazia di Heiligenkreuz, un monastero cistercense nella Selva Viennese, in cui Florian trascorse un mese scrivendo la prima bozza de Le vite degli altri.
Parla fluentemente inglese, tedesco, francese, russo e italiano. Dopo essersi diplomato alla scuola superiore Gymnasium zum Grauen Kloster come primo della sua classe, ha studiato letteratura russa per due anni a Leningrado, l'attuale San Pietroburgo, passando l'esame statale sovietico per professori di russo come lingua straniera. Ha un master per i suoi studi di filosofia, politica ed economia al New College, Università di Oxford, e un diploma di regia cinematografica dell'Università di Televisione e Cinema di Monaco di Baviera. Di statura imponente, essendo alto 205 cm, è sposato con Christiane Asschenfeldt, ex direttrice esecutiva di Creative Commons. Hanno tre figli e attualmente risiedono a Los Angeles.
Nel 1977, quando viveva da bambino a New York, vide il suo primo film al MoMA ma, mentre aspettava di vedere Dr. Dolittle, fu proiettato il melodramma tedesco Varieté. In un'intervista si afferma che "egli considera questa esperienza come l'inizio del suo interesse per il cinema". Nel 1996 vinse una borsa di studio di regia con Richard Attenborough in In Love and War, e iniziò a studiare regia di fiction all'Università di Televisione e Cinema di Monaco di Baviera, alma mater di registi molto diversi come Wim Wenders e Roland Emmerich. Il suo primo corto, Dobermann (che scrisse, produsse, diresse ed editò) batté il record di premi vinti da uno studente nella scuola. Il corto fece scalpore nei festival internazionali e Donnersmarck partecipò a questi per più di un anno.
Il suo primo lungometraggio Das Leben der Anderen (Le vite degli altri), che necessitò di tre anni per essere scritto, diretto e completato, vinse l'European Film Award come miglior film, miglior attore e miglior sceneggiatura nel 2006. Donnersmarck vinse il primo della Los Angeles Film Critics Association come miglior film straniero, fu candidato a un Golden Globe (che alla fine fu vinto da Clint Eastwood), e il 25 febbraio del 2007 vinse l'Oscar al miglior film straniero. Nel 2007 Donnersmack fu uno dei 115 nuovi membri invitati a far parte dell'Academy of Motion Picture Arts and Sciences.
Il suo film successivo, The Tourist, che Donnersmarck scrisse, diresse e completò in meno di undici mesi (convincendo Charlie Rose che aveva bisogno di smettere di scrivere sceneggiature oscure sui suicidi), era un allegro thriller romantico con protagonisti Angelina Jolie e Johnny Depp. Il lungometraggio fu candidato a tre Golden Globe e ottenne tre nomination ai Teen Choice Awards (miglior fotografia, miglior attore, miglior attrice), vincendone due per la recitazione, oltre al Redbox Movie Award del 2011 al film più noleggiato.

## Influenza
- In un'intervista per The Guardian nel 2010, il regista Howard Davies assicurò che Donnersmarck era l'artista che più ammirava.[9]
- René Pollesch scrisse un'opera, L'Affaire Martin!, per prendersi gioco di von Donnersmarck. Secondo Pollesch, i genitori del regista videro l'opera e si recarono dietro le quinte per dire che gli era piaciuto.[10]
- Dopo averlo conosciuto al Forum economico mondiale a Davos, Jay Nordlinger, scrittore per National Review, descrisse Donnersmarck come "una delle persone più importanti del pianeta".[11]
- The Europe List, la maggior indagine sulla cultura europea, affermava che i tre film europei più influenti erano: La vita è bella di Roberto Benigni[12], Le vite degli altri di Donnersmarck[12] e Il favoloso mondo di Amélie di Jean-Pierre Jeunet[12].
- Nel dicembre del 2012, l'Università di Leeds ospitò un simposio di due giorni sul lavoro di Donnersmarck, con lavori di undici professori di tutto il mondo, tra i quali c'erano David Bathrick dell'Università Cornell, Eric Rentschler dell'Università di Harvard e Jaimey Fisher della UC Davis.[13] Il presidente della conferenza Paul Cooke dell'Università di Leeds presentò il suo documento Henckel von Donnersmarck's Dialogue with Hollywood: from The Lives of Others to The Tourist (2010), in cui si esaminava come in The Tourist Donnersmarck "utilizza la sua prospettiva culturale europea per lodare anziché criticare i valori fondamentali del cinema di stile hollywoodiano", descrivendo in film come "un rifiuto cosciente di tutta la frenesia hollywoodiana"[14]. Questi documenti furono pubblicati sotto forma di libro nel giugno 2013 da De Gruyter. Una conferenza di Donnersmarck all'Università di Cambridge il 10 ottobre 2008 fu aggiunta come primo capitolo.

## Filmografia
- Mitternacht (1997) (cortometraggio) - accreditato come Florian Henckel-Donnersmarck
- Das Datum (1998) (cortometraggio) - accreditato come Florian Henckel-Donnersmarck
- Dobermann (1999) (cortometraggio) - accreditato come Florian Henckel-Donnersmarck
- Der Templer (2002) (cortometraggio)
- Le vite degli altri (Das Leben der Anderen) (2006)
- The Tourist (2010)
- Opera senza autore (Werk ohne Autor) (2018)

## Riconoscimenti
- 2013 – Candidato Young Global Leader dal Davos World Economic Forum.
- 2012 – Redbox Movie Award per il "Film più noleggiato del 2011" per The Tourist
- 2011 – 2 Teen Choice Awards vinti per The Tourist
- 2011 – 3 nomination ai Teen Choice Award per The Tourist
- 2011 – 3 nomination ai Golden Globe per The Tourist
- 2009 – Società Dante Alighieri Medaglia d'oro al Merito
- 2008 – 4 nomination ai BAFTA per Le vite degli altri
- 2008 – Premio César per Le vite degli altri
- 2007 – Premio Oscar per Le vite degli altri
- 2007 – David di Donatello per il miglior film dell'Unione europea per Le vite degli altri
- 2007 – Premio New York Film Critics Circle Award per Le vite degli altri
- 2006 – 2 European Film Awards per Le vite degli altri
  - – Miglior film
  - – Miglior sceneggiatura
- 2006 – Deutscher Filmpreis per Le vite degli altri
  - – Miglior regia
  - – Miglior sceneggiatura
- 2006 – Premio allo Sceneggiatore alla Cologne Conference
- 2004 – Premio Quadriga, insieme a Sebastian Koch e Ulrich Mühe
- 2003 – Premio al Miglior Cortometraggio per The Crusader dalla Friedrich Wilhelm Murnau Foundation
- 2002 – Premio Eastman all'Hof International Film Festival per The Crusader
- 2000 – Premio Shocking Shorts Award degli Universal Studios per Dobermann
- 2000 – Max Ophüls Preis per Dobermann

## Ascendenza
|                                             |                         |                                  | Genitori                            |  |  | Nonni |  |  | Bisnonni                       |  |  | Trisnonni                           |  |
|                                             |                         |                                  |                                     |  |  |       |  |  | Edwin Henckel von Donnersmarck |  |  | Lazarus IV Henckel von Donnersmarck |  |
|                                             |                         |                                  |                                     |  |  |       |  |  | Edwin Henckel von Donnersmarck |  |  | Lazarus IV Henckel von Donnersmarck |  |
|                                             |                         | Marie von Schweinitz und Krain   |                                     |  |  |       |  |  | Edwin Henckel von Donnersmarck |  |  |                                     |  |
| Friedrich-Carl Henckel von Donnersmarck     |                         |                                  |                                     |  |  |       |  |  | Edwin Henckel von Donnersmarck |  |  |                                     |  |
|                                             |                         | Wilhelmine Marie Kinský          | Bedřich Karel Kinský                |  |  |       |  |  |                                |  |  |                                     |  |
|                                             |                         | Wilhelmine Marie Kinský          | Bedřich Karel Kinský                |  |  |       |  |  |                                |  |  |                                     |  |
|                                             |                         | Wilhelmine Marie Kinský          | Sophie von Mensdorff-Pouilly        |  |  |       |  |  |                                |  |  |                                     |  |
| Leo-Ferdinand Graf Henckel von Donnersmarck |                         | Wilhelmine Marie Kinský          |                                     |  |  |       |  |  |                                |  |  |                                     |  |
|                                             |                         | Gerhard von Zitzewitz            | Günther von Zitzewitz               |  |  |       |  |  |                                |  |  |                                     |  |
|                                             |                         | Gerhard von Zitzewitz            | Günther von Zitzewitz               |  |  |       |  |  |                                |  |  |                                     |  |
|                                             |                         | Gerhard von Zitzewitz            | Marie von der Marwitz               |  |  |       |  |  |                                |  |  |                                     |  |
| Anna-Ilse von Zitzewitz                     |                         | Gerhard von Zitzewitz            |                                     |  |  |       |  |  |                                |  |  |                                     |  |
|                                             |                         | Elsa von Stegmann und Stein      | Maximilian von Stegmann und Stein   |  |  |       |  |  |                                |  |  |                                     |  |
|                                             |                         | Elsa von Stegmann und Stein      | Maximilian von Stegmann und Stein   |  |  |       |  |  |                                |  |  |                                     |  |
|                                             |                         | Elsa von Stegmann und Stein      | Anna von Prittwitz und Gaffron      |  |  |       |  |  |                                |  |  |                                     |  |
| Florian Henckel von Donnersmarck            |                         | Elsa von Stegmann und Stein      |                                     |  |  |       |  |  |                                |  |  |                                     |  |
|                                             | Kurd von Berg-Schönfeld | Karl Ludwig von Berg-Schönfeld   |                                     |  |  |       |  |  |                                |  |  |                                     |  |
|                                             | Kurd von Berg-Schönfeld | Karl Ludwig von Berg-Schönfeld   |                                     |  |  |       |  |  |                                |  |  |                                     |  |
|                                             | Kurd von Berg-Schönfeld | Klara von Olszewska              |                                     |  |  |       |  |  |                                |  |  |                                     |  |
| Hans-Hubert von Berg                        | Kurd von Berg-Schönfeld |                                  |                                     |  |  |       |  |  |                                |  |  |                                     |  |
|                                             |                         | Anna Felizitas von Rheden        | August von Rheden                   |  |  |       |  |  |                                |  |  |                                     |  |
|                                             |                         | Anna Felizitas von Rheden        | August von Rheden                   |  |  |       |  |  |                                |  |  |                                     |  |
|                                             |                         | Anna Felizitas von Rheden        | Elfriede von der Decken             |  |  |       |  |  |                                |  |  |                                     |  |
| Anna Maria von Berg                         |                         | Anna Felizitas von Rheden        |                                     |  |  |       |  |  |                                |  |  |                                     |  |
|                                             |                         | Maximilian von Asseburg-Neindorf | Alexander von der Asseburg-Neindorf |  |  |       |  |  |                                |  |  |                                     |  |
|                                             |                         | Maximilian von Asseburg-Neindorf | Alexander von der Asseburg-Neindorf |  |  |       |  |  |                                |  |  |                                     |  |
|                                             |                         | Maximilian von Asseburg-Neindorf | Louise von Reventlow af Reventlow   |  |  |       |  |  |                                |  |  |                                     |  |
| Barbara von der Asseburg-Neindorf           |                         | Maximilian von Asseburg-Neindorf |                                     |  |  |       |  |  |                                |  |  |                                     |  |
|                                             |                         | Ebba zu Innhausen und Knyphausen | Edzard zu Innhausen und Knyphausen  |  |  |       |  |  |                                |  |  |                                     |  |
|                                             |                         | Ebba zu Innhausen und Knyphausen | Edzard zu Innhausen und Knyphausen  |  |  |       |  |  |                                |  |  |                                     |  |
|                                             |                         | Ebba zu Innhausen und Knyphausen | Luise von Krassow                   |  |  |       |  |  |                                |  |  |                                     |  |
|                                             |                         | Ebba zu Innhausen und Knyphausen |                                     |  |  |       |  |  |                                |  |  |                                     |  |

## Onorificenze
Cavaliere dell'Ordine al merito bavarese
- Membro con diritto di voto all'Academy of Motion Picture Arts and Sciences.
- Nel 2011, Donnersmark ebbe l'onore di essere designato dall'Università di Oxford, sua alma mater, come una delle persone maggiormente distintesi negli ultimi dieci decenni. Altri che ricevettero questa onorificenza furono Duns Scoto, Guglielmo di Ockham, Erasmo da Rotterdam, San Tommaso Moro, John Locke, Christopher Wren, Adam Smith, Thomas Edward Lawrence, Oscar Wilde, J. R. R. Tolkien e gli ex alunni dell'Università ancora vivi Rupert Murdoch, Bill Clinton e Stephen Hawking. Per la prima pagina del 2011 di Prospectus, la Oxford University ha rinominato 100 strade del centro storico di Oxford con i nomi di questi grandi laureati. UpperOxpens Road fu rinominata in onore di Florian Henckel von Donnersmarck.[15]